# Bošnjaki (vojaštvo)
Bošnjaki so bili pripadniki lahke konjenice, ki so bili oboroženi s sulicami (kot poljski ulanci). 
Samo ime so dobili, ker so bili pripadniki te konjenice rekrutirani iz področja Bosne.